# آبااوی‌سانتو
آبااوی‌سانتو (به مجاری: Abaújszántó) یک شهر کوچک در مجارستان با جمعیت ۳٬۲۰۲ نفر است که در شهرستان بورشود-آبااوی-زمپلن واقع شده‌است.